# John Frankenheimer
John Frankenheimer est un réalisateur, producteur et acteur américain, né le 19 février 1930 à New York (États-Unis) et mort le 6 juillet 2002 à Los Angeles (Californie).
Metteur en scène prolifique, il réalise 27 longs métrages. Il a par ailleurs énormément travaillé pour la télévision. Le célèbre critique américain Roger Ebert le décrit comme l'un des « meilleurs réalisateurs de dramas pour la télévision ».

## Biographie

### Jeunesse et formation

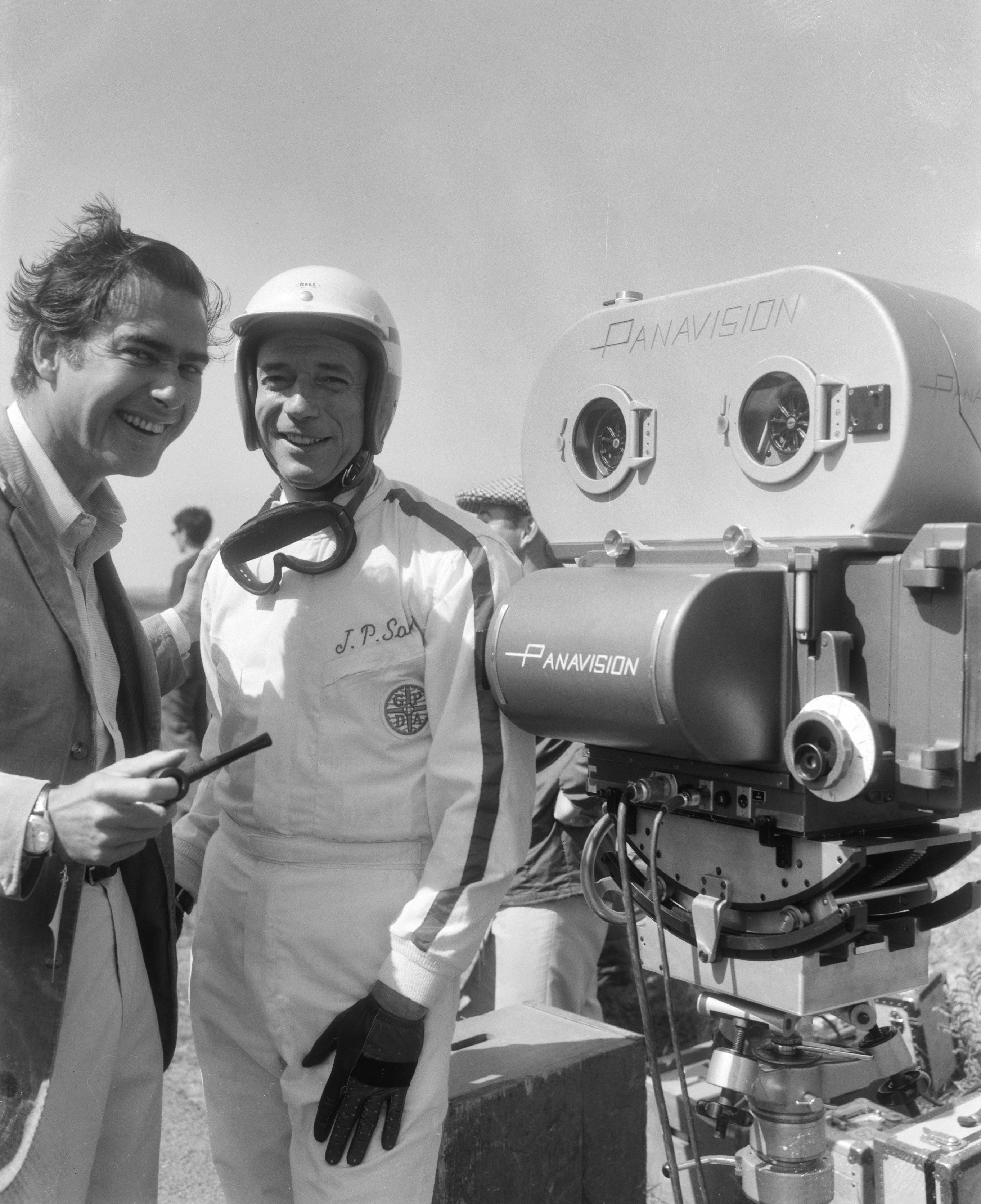
Avec Yves Montand (à droite) sur le tournage de Grand Prix (1966)

John Michael Frankenheimer nait dans le Queens à New York le 19 février 1930. Il est le fils de Helen Mary (née Sheedy) et de Walter Martin Frankenheimer, agent de change. Son père est juif allemand tandis que sa mère est une catholique irlandaise. Il est éduqué selon les principes catholiques,,,.
Il s'intéresse très vite au cinéma et fréquente assidument les salles obscures. En 1947, il sort diplômé de la La Salle Military Academy (en) dans le comté de Suffolk. En 1951, il est diplômé du Williams College in Williamstown, où il étudie l'anglais. Il développe à cette époque un intérêt pour le métier d'acteur, mais pense plus sérieusement à la mise en scène quand il est à l'Air Force.

### Carrière
Après son service militaire, John Frankenheimer devient assistant réalisateur pour la chaîne CBS à New York. Il dirige ensuite beaucoup d'épisodes de séries télévisées.
En parallèle à sa carrière télévisuelle, il réalise son premier long métrage pour le cinéma, Mon père, cet étranger, sorti en 1957. Le film met notamment en scène James MacArthur. Il tourne encore beaucoup pour la télévision, jusqu'au début des années 1960. par ailleurs, le producteur Albert R. Broccoli lui demande de passer des essais filmés pour le rôle de James Bond dans James Bond 007 contre Dr No.
Son second long métrage, Le Temps du châtiment, sort en 1961. Cette adaptation d'un roman d'Ed McBain est sa première collaboration avec Burt Lancaster (suivront Le Prisonnier d'Alcatraz en 1962, Sept jours en mai et Le Train en 1964 et enfin Les parachutistes arrivent en 1969).
Burt Lancaster l'appelle ensuite pour remplacer Charles Crichton sur le tournage de Le Prisonnier d'Alcatraz (1962). Cependant, la postproduction du film est très longue. John Frankenheimer réalise entre-temps un autre long métrage, L'Ange de la violence, présenté en compétition officielle au festival de Cannes 1962. Il y dirige notamment Eva Marie Saint, Warren Beatty et Angela Lansbury.
Après cela, il dirige Frank Sinatra et Janet Leigh dans Un crime dans la tête. C'est un succès critique et commercial. Le film reçoit également de nombreuses nominations. Après ce film, il poursuite dans un style très « politique-fiction » avec Sept Jours en mai (1964) et L'Opération diabolique (1966). En pleine guerre froide, ces deux derniers ont un retentissement considérable.

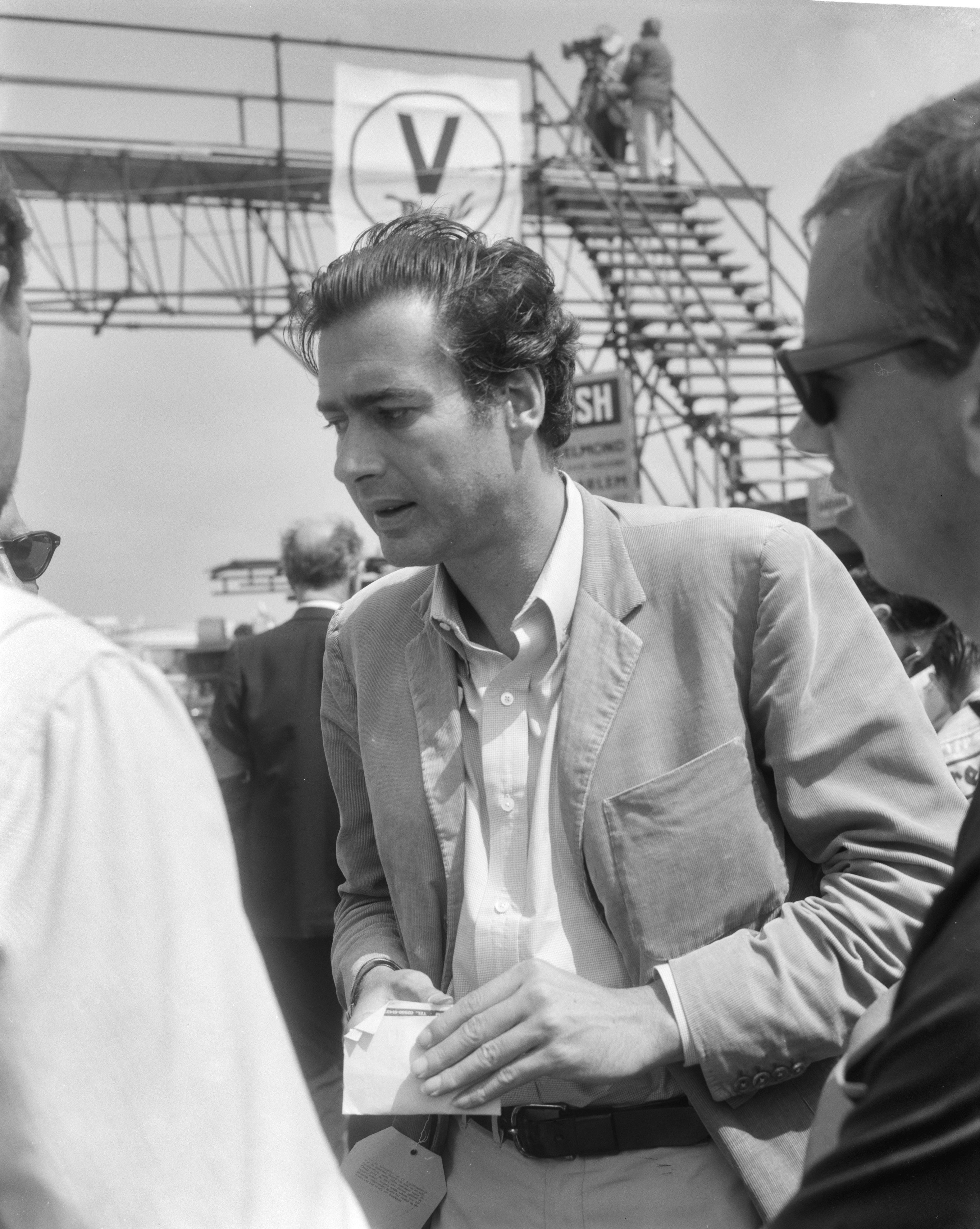
Sur le tournage de Grand Prix (1966)

À la fin des années 1960 et au début des années 1970, il alterne entre superproductions spectaculaires — Grand Prix (1966) et Les Cavaliers en 1971 — et films plus intimistes — L'Homme de Kiev (film) en 1968 et Le Pays de la violence en 1970. Il connait cependant plusieurs échecs commerciaux, notamment Les parachutistes arrivent (1969). Il tente de se relancer avec des films d'action comme French Connection 2 (1975) et obtient un certain succès avec le film à suspense Black Sunday (1977).  Par contre; son film suivant, la fable écologiste Prophecy : Le Monstre, est tièdement reçu.
Dans années qui suivent, John Frankenheimer enchaîne des longs métrages et les échecs au box-office, malgré la présence de stars dans ses films, avec notamment À armes égales (1982), Paiement cash (1986), Year of the Gun, l'année de plomb (1992).  Il rencontre cependant le succès critique à la télévision, avec Les Révoltés d'Attica, un téléfilm pour HBO basé sur des faits réels et encensé par la critique.
Il se voit confier la mise-en-scène de L'Île du docteur Moreau (1996), après le départ de Richard Stanley, le réalisateur initialement prévu.  Le tournage s'avère difficile et le film ne connait qu'un succès très moyen.  Par contre, Ronin (1998) un film d'action tourné en France, permet à Frankenheimer de connaitre un réel succès critique et populaire.  En 2002, il doit mettre en scène Dominion, préquelle de L'Exorciste, mais préfère se remettre tranquillement de son opération aux vertèbres. Sa dernière réalisation est le téléfilm historique Sur le chemin de la guerre, diffusé en 2002, quelques mois avant sa mort.  Michael Gambon y incarne le président américain Lyndon B. Johnson.

### Décès
John Frankenheimer meurt d'une crise cardiaque le 6 juillet 2002 à Los Angeles, à l'âge de 72 ans. Son décès est lié à des complications à la suite d'une opération aux vertèbres.
Le film L'Effet papillon 2 (2006) de John R. Leonetti est dédié à sa mémoire et il est cité comme inspiration dans le générique.

### Vie privée
Il est marié de 1954 à 1962 à Carolyn Miller. Ils auront deux filles, Elise et Kristi. Il épouse ensuite l'actrice Evans Evans (en) en 1963. Ils resteront mariés jusqu'à sa mort en 2002.

## Filmographie
Sauf indication contraire, les informations mentionnées dans cette section peuvent être confirmées par la base de données cinématographiques IMDb,  présente dans la section « Liens externes ».

### Réalisateur

#### Cinéma
- 1957 : Mon père, cet étranger (The Young Stranger)
- 1961 : Le Temps du châtiment (The Young Savages)
- 1962 : L'Ange de la violence (All Fall Down)
- 1962 : Le Prisonnier d'Alcatraz (Birdman of Alcatraz)
- 1962 : Un crime dans la tête (The Manchurian Candidate) (ainsi qu'une participation au scénario non créditée)
- 1964 : Sept Jours en mai (Seven Days in May)
- 1964 : Le Train (The Train)
- 1966 : Grand Prix (ainsi qu'une participation au scénario non créditée)
- 1966 : L'Opération diabolique (Seconds)
- 1968 : L'Homme de Kiev (The Fixer)
- 1969 : The Extraordinary Seaman
- 1969 : Les parachutistes arrivent (The Gypsy Moths)
- 1970 : Le Pays de la violence (I Walk the Line)
- 1971 : Les Cavaliers (The Horsemen)
- 1973 : L'Impossible Objet (Story of a Love Story)
- 1973 : The Iceman Cometh
- 1974 : Refroidi à 99 % (99 and 44/100% Dead)
- 1975 : French Connection 2 (French Connection II)
- 1977 : Black Sunday
- 1979 : Prophecy : Le Monstre (Prophecy)
- 1982 : À armes égales (The Challenge)
- 1985 : Le Pacte Holcroft (The Holcroft Covenant)
- 1986 : Paiement cash (52 Pick-Up)
- 1989 : Dead Bang
- 1990 : La Quatrième Guerre (The Fourth War)
- 1992 : Year of the Gun, l'année de plomb (Year of the Gun)
- 1996 : L'Île du docteur Moreau (The Island of Dr. Moreau)
- 1998 : Ronin
- 2000 : Piège fatal (Reindeer Games)
- 2001 : Ambush (court métrage pour la série promotionnelle The Hire de BMW)

#### Télévision
- 1954 : You Are There (série) - 1 épisode
- 1954-1955 : Danger (série) - 6 épisodes
- 1955-1956 : Climax! (série) - 26 épisodes
- 1956 : The Ninth Day (téléfilm)
- 1956-1960 : Playhouse 90 (série) - 26 épisodes
- 1958 : Studio One (série) - 1 épisode
- 1959 : DuPont Show of the Month (série) - 1 épisode
- 1959 : Startime (série) - 1 épisode
- 1959-1960 : NBC Sunday Showcase (série) - 2 épisodes
- 1960 : Buick-Electra Playhouse (série) - 3 épisodes
- 1960 : The Snows of Kilimanjaro (téléfilm)
- 1960 : The Fifth Column (téléfilm)
- 1982 : The Rainmaker (téléfilm)
- 1992 : Les Contes de la Crypte (Tales from the Crypt) (série) - 1 épisode
- 1994 : Les Révoltés d'Attica (Against the Wall) (téléfilm)
- 1994 : La Forêt de tous les dangers (The Burning Season) (téléfilm)
- 1996 : Andersonville, le camp de la mort (Andersonville) (téléfilm)
- 1997 : George Wallace
- 2002 : Sur le chemin de la guerre (Path to War) (téléfilm

### Producteur / producteur délégué / coproducteur
- 1959 : Startime (série) - 1 épisode
- 1959-1960 : NBC Sunday Showcase (série) - 2 épisodes
- 1962 : Un crime dans la tête (The Manchurian Candidate) de lui-même
- 1964 : Sept Jours en mai (Seven Days in May) de lui-même
- 1966 : L'Opération diabolique (Seconds) de lui-même
- 1966 : Grand Prix de lui-même
- 1970 : Les Cavaliers (The Horsemen) de lui-même
- 1994 : La Forêt de tous les dangers (The Burning Season) (téléfilm) de lui-même
- 1996 : Andersonville, le camp de la mort (Andersonville) (téléfilm) de lui-même
- 1997 : George Wallace (téléfilm) de lui-même
- 2002 : Sur le chemin de la guerre (Path to War) (téléfilm) de lui-même

### Acteur
- 1977 : Black Sunday de lui-même : le réalisateur (non crédité)
- 1985 : Le Pacte Holcroft (The Holcroft Covenant) de lui-même : Bernie Sussman (voix, non crédité)
- 1999 : Le Déshonneur d'Elisabeth Campbell (The General's Daughter) de Simon West : le général Sonnenberg

## Distinctions principales
Source et distinctions complètes : Internet Movie Database

### Récompenses
- Mostra de Venise 1962 : prix San Giorgio pour Le Prisonnier d'Alcatraz
- Bodil 1965 : meilleur film non-européen pour Sept Jours en mai
- Primetime Emmy Awards 1994 : meilleure réalisation pour une mini-série ou un téléfilm pour Les Révoltés d'Attica
- Primetime Emmy Awards 1995 : meilleure réalisation pour une mini-série ou un téléfilm pour La Forêt de tous les dangers
- Primetime Emmy Awards 1996 : meilleure réalisation pour une mini-série ou un téléfilm pour Andersonville
- Saturn Awards 1997 : prix spécial Lifetime Achievement
- Primetime Emmy Awards 1998 : meilleure réalisation pour une mini-série ou un téléfilm pour George Wallace

### Nominations
- Golden Globes 1963 : meilleur réalisateur pour Un crime dans la tête
- Golden Globes 1965 : meilleur réalisateur pour Sept Jours en mai
- Razzie Awards 1997 : pire réalisateur pour L'Île du docteur Moreau
- Primetime Emmy Awards 2002 : meilleure réalisation pour une mini-série ou un téléfilm pour Sur le chemin de la guerre